# Parapielus reedi
Parapielus reedi is een vlinder uit de familie van de wortelboorders (Hepialidae). De mot komt voor in Chili. Hij werd beschreven in het jaar 1957 door Ureta.